# بلقلی کهنه
بلقلی کهنه یک روستا در ایران است که در شهرستان جاجرم واقع شده‌است. بلقلی کهنه ۶ نفر جمعیت دارد.